# Orde van Sultan Sharaf ud-din Idris Shah
De "Duli Yang Maha Mulia Sultan dan Yang di-Pertuan Negara Selangor Dar ul-Ihsan" oftewel "Koning en heerser van de staat Selangor Dar ul-Ihsan en haar territoria" stichtte vier ridderorden.
De vierde van deze ridderorden is de "Orde van Sultan Sharaf ud-din Idris Shah" die in het Maleis "Darjah Kebesaran Sultan Salahuddin Abdul Aziz Shah" genoemd wordt. De orde trad in de plaats van de Orde van Sultan Salah ud-din 'Abdu'l Aziz Shah en werd op 14 december 2002 ingesteld door Darjah Kebesaran Sultan Sharaf ud-din Idris Shah ofrwel "Paduka Sri Sultan Sharaf ud-din Idris Shah ibni al-Marhum Sultan Saleh ud-din 'Abdu'l Aziz Shah al-Haj. De in 1945 geboren sultan volgde in 2001 zijn vader op.
De orde heeft de volgende rangen;
- Eerste Klasse of Ridder-Grootcommandeur, in het Maleis "Dato' Sri Setia" genoemd.
De dragers van de Eerste Klasse dragen een gouden keten met daaraan de negenpuntige gouden ster van de orde. Op de linkerborst dragen zij de ster van de orde. Achter de naam mogen zij de letters SSIS plaatsen.
- Tweede Klasse of Ridder Commandeur, in het Maleis "Dato' Setia" genoemd.
De dragers van de Tweede Klasse dragen de ster aan een lint om de hals en de ster van de orde op de linkerborst. Achter de naam mogen zij de letters DSIS plaatsen.
- Derde Klasse of Companion, in het Maleis "Setia" genoemd.
De dragers van de Derde Klasse dragen de ster aan een lint om de hals.Achter de naam mogen zij de letters SIS plaatsen.
- Vierde Klasse of Lid, in het Maleis "Ahli" genoemd.
De dragers van de Vierde Klasse dragen de ster aan een lint op de linkerborst. Achter de naam mogen zij de letters AIS plaatsen.

De orde wordt voor verdienste voor de vorst en zijn huis toegekend. De twee hoogste graden verlenen de drager adeldom.